# Masahiro Kaneko
Masahiro Kaneko (金子 昌広 Kaneko Masahiro?, nacido el 2 de febrero de 1991 en Saitama) es un futbolista japonés que se desempeña como centrocampista.

## Trayectoria

### Clubes
| Club             | País  | Año         |
| ---------------- | ----- | ----------- |
| Ventforet Kofu   | Japón | 2013 - 2014 |
| Zweigen Kanazawa | Japón | 2014 -      |

## Estadística de carrera

### J. League
| Club             | Año   | J. League | J. League | Copa J. League | Copa J. League | Total | Total |
| Club             | Año   | Part.     | Goles     | Part.          | Goles          | Part. | Goles |
| ---------------- | ----- | --------- | --------- | -------------- | -------------- | ----- | ----- |
| Ventforet Kofu   | 2013  | 9         | 0         | 5              | 0              | 14    | 0     |
| Ventforet Kofu   | 2014  | 0         | 0         | 2              | 0              | 2     | 0     |
| Zweigen Kanazawa | 2014  | 11        | 2         | -              | -              | 11    | 2     |
| Zweigen Kanazawa | 2015  | 7         | 0         | -              | -              | 7     | 0     |
| Zweigen Kanazawa | 2016  | 25        | 4         | -              | -              | 25    | 4     |
| Zweigen Kanazawa | 2017  | 27        | 3         | -              | -              | 27    | 3     |
| Total            | Total | 79        | 9         | 7              | 0              | 86    | 9     |